# 陈宗问墓道
陈宗问墓道位于中国浙江省宁波市海曙区集士港镇四明山村庙夹岙内，明代墓葬，目前墓道及墓前石刻破坏严重，牌坊及墓葬保存尚好，现存牌坊呈H形，立于墓道口，离牌坊30米处遗存有不同形置的牌坊残件，其中柱头1只，另有半边荷花纹柱头，离牌坊后约100米处有墓室封土和墓碑，2010年9月公布为鄞州区文物保护单位，2018年12月28日因行政区划调整公布为海曙区文物保护单位。